# Oriol Lozano
Oriol Lozano Farrán (* 23. Mai 1981 in Sudanell bei Lleida) ist ein spanischer ehemaliger Fußballspieler.

## Spielerkarriere

### UE Lleida
Der gebürtige Katalane Oriol Lozano startete seine Karriere als Fußballer bei UE Lleida. Mit den Katalanen spielte er drei Jahre lang in der Segunda División, wobei er sein Debüt bereits mit 17 Jahren gab. Anschließend wurde er vom Erstligisten FC Villarreal verpflichtet, der ihn an das unterklassige Team von CD Onda verlieh. Nach nur einer Saison scheiterte sein Wechsel zu Villarreal und so kehrte er für die Saison 2002/03 zu UE Lleida zurück, das mittlerweile in die Segunda División B abgestiegen war.

### Rückkehr als Profi
Nach diesem Jahr ging es zu einem weiteren katalanischen Team, dem CE l’Hospitalet. Als Oriol dann Anfang 2004 zum B-Team von Racing Santander in die Tercera División wechselte, schien seine Karriere als Profifußballer beendet zu sein. Doch nach einer halben Saison wurde er in die erste Mannschaft berufen, wo er ab 2004 regelmäßig als Innenverteidiger zum Einsatz kam.